# Igreja de São Arbogast d'Offenheim

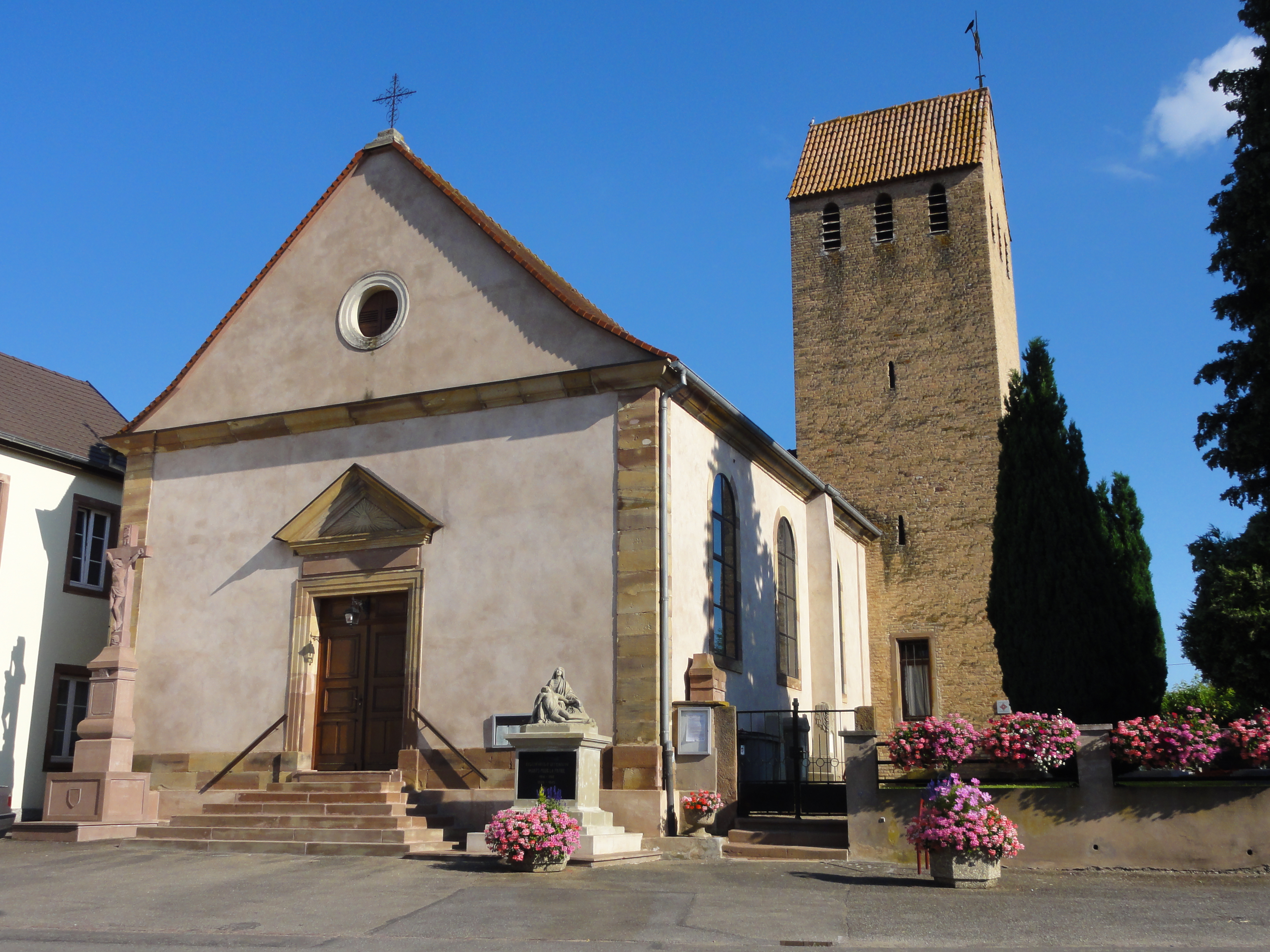
Igreja de São Arbogast d'Offenheim

Igreja de São Arbogast d'Offenheim é uma igreja em Stutzheim-Offenheim, Baixo Reno, Alsácia, França. Datado do século XII, tornou-se um monumento histórico registado em 1898.